# Flyball

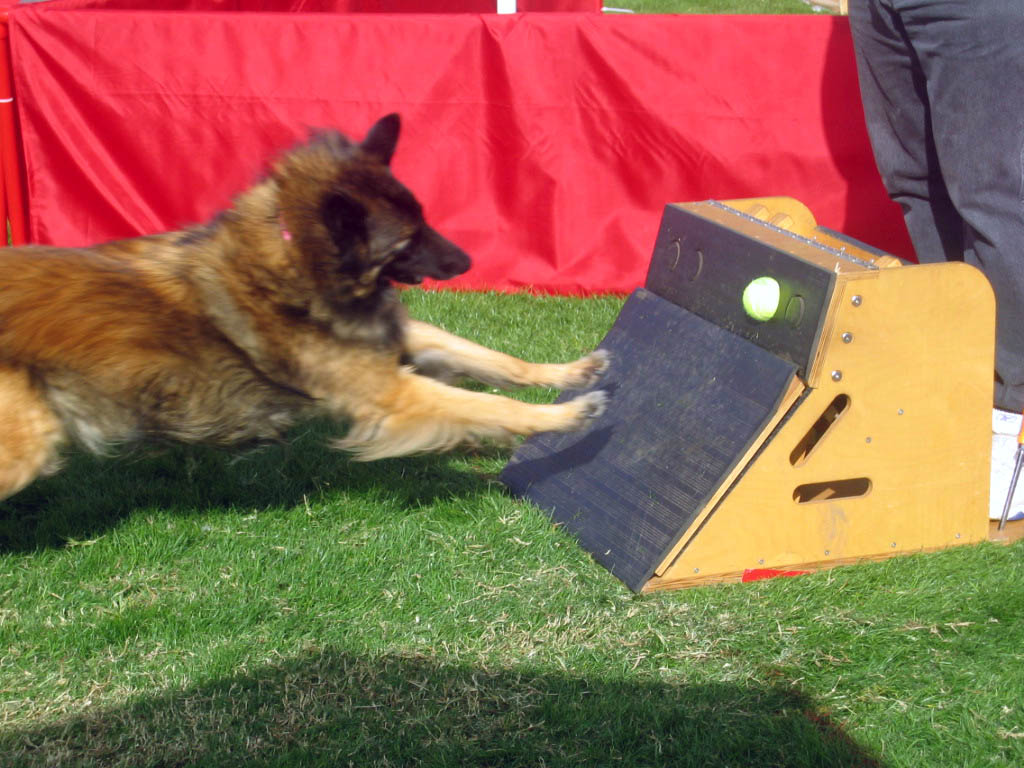
Un Pastore belga Tervueren mentre preme la pressa della macchina che lancia la pallina

Il Flyball è uno sport cinofilo. La gara consiste in una staffetta fra due squadre composte da quattro cani ciascuna, nel quale il primo cane deve affrontare una successione di quattro salti fino ad arrivare ad una macchina che, tramite la pressione delle zampe del cane sulla pedana, lancia una pallina; il cane deve ripetere i quattro ostacoli nel senso opposto e portare la palla al padrone; appena superata la linea del traguardo parte il secondo cane che deve ripetere il percorso allo stesso modo. Così via per il terzo e il quarto cane.

## Il percorso
Il percorso è formato da quattro salti posizionati a 3 m l'uno dall'altro, con la linea di partenza posizionata a 1,6 m dal primo salto e la macchina lancia palline a 4,5 m dall'ultimo salto. I salti devono essere alti 10 cm per i cani di taglia piccola, non meno di 22,6 cm per i cani di taglia media e 40,5 cm per i cani di grossa taglia. 

## Il compito del padrone

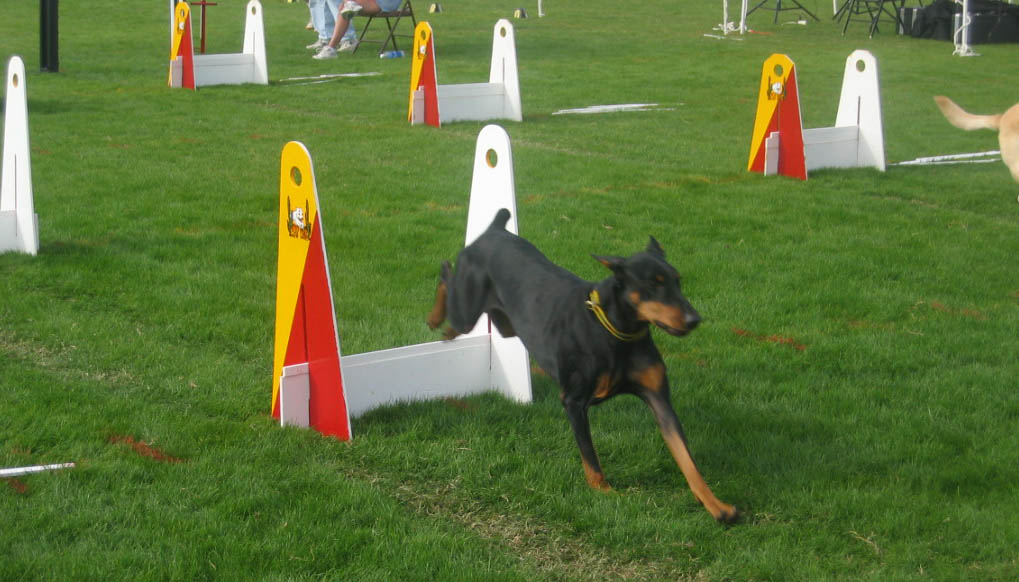
Un Dobermann mentre affronta uno dei quattro salti della serie

Il compito del padrone è quello di incitare a squarciagola il proprio cane ad effettuare correttamente e velocemente il percorso: infatti, l'andata verso il macchinario che lancia la pallina, non richiede molta voce, siccome il cane conosce il fatto che dall'altra parte avrà in premio la palla, ma il ritorno è piuttosto impegnativo; il cane, ormai soddisfatto, con la palla in bocca, tende a rallentare vistosamente o, addirittura, a scartare gli ostacoli per raggiungere il padrone. È dunque molto importante che il padrone inciti e motivi il proprio cane ad effettuare il percorso con velocità e correttezza.